# Arvid Holmberg
Nils Arvid Birger Holmberg (Malmö, Escània, 10 d'octubre de 1886 – Malmö, 11 de setembre de 1958) va ser un gimnasta suec que va competir a primers del segle xx. Era germà dels també gimnastes Oswald i Carl Holmberg.
El 1908 va prendre part en els Jocs Olímpics de Londres, on guanyà la medalla d'or en la prova del concurs complet per equips, com a membre de l'equip suec.